# Гришин Анатолій Кузьмич
Анато́лій Кузьми́ч Гри́шин (рос. Анатолий Кузьмич Гришин; 8 липня 1939, Москва, РСФРР, СРСР—14 червня 2016) — радянський російський веслувальник, байдарочник, олімпійський чемпіон, суддя міжнародної категорії.

## Біографія

### Молоді роки
Народився 8 липня 1939 у місті Москва, РСФРР, СРСР (нині Росія).
Виступав за клуб ЦСК ВМФ.

### Спортивна кар'єра
У 1961 році став срібним призером (разом з Бирдіним, Звєздкіним та Костянтином Назаровим) у дисциплінах Б-4 1000 м та Б-4 10000 м на Чемпіонаті Європи з веслування на байдарках і каное у місті Познань, Польща.
У 1963 році став бронзовим призером (разом з Миколою Чужиковим) у дисципліні Б-2 1000 м на Чемпіонаті Європи та світу з веслування на байдарках і каное у місті Яйце, Югославія.
У 1964 році став золотим призером (разом з Володимиром Морозовим, В'ячеславом Іоновим та Миколою Чужиковим) у дисципліні Б-4 1000 м на Літніх Олімпійських іграх у Токіо, Японія. Того ж року йому було присвоєно звання Заслуженого майстра спорту СРСР.
У 1965 році став бронзовим призером (разом з Володимиром Морозовим, В'ячеславом Іоновим та Миколою Чужиковим) у дисципліні Б-4 10000 м на Чемпіонаті Європи з веслування на байдарках і каное у Бухаресті, Румунія.
У 1966 році став золотим призером (разом з Володимиром Морозовим, В'ячеславом Іоновим та Миколою Чужиковим) у дисципліні Б-4 10000 м на Чемпіонаті світу з веслування на байдарках і каное у Берліні, НДР.
У 1967 році став срібним та золотим призером (разом з Володимиром Морозовим, В'ячеславом Іоновим та Валерієм Діденко) у дисциплінах Б-4 1000 м та Б-4 10000 м (відповідно) на Чемпіонаті Європи з веслування на байдарках і каное у Дуйсбурзі, ФРН.
У 1969 році став бронзовим призером (разом з Миколою Чужиковим, Дмитром Матвєєвим та Валерієм Діденко) у дисципліні Б-4 1000 м на Чемпіонаті Європи з веслування на байдарках і каное у Москві, СРСР.
У період 1960–1973 рр. ставав 15-кратним чемпіоном СРСР на різних дистанціях в складі різних екіпажів.

## Подальше життя
У 1965 році закінчив Вище командне училище ім. Верховної Ради РРФСР. А в 1969 році — Волгоградський державний інститут фізичної культури.
Як тренер підготував ряд відомих спортсменів: призера олімпійських ігор 1968 Н. Л. Прокупця, чемпіона олімпійських ігор 1980 Ю. Т. Лобанова та інших.
Нині віце-президент Федерації морських багатоборств і гребно-вітрильного спорту Росії, головний тренер з морського гребно-вітрильного багатоборства та веслування на ялах Центрального морського клубу РОСТО, суддя міжнародної категорії.

## Нагороди
- Звання «Заслужений майстер спорту СРСР» (1964)
- Орден «Знак Пошани» (1964)
- Медаль «За трудову доблесть» (1965)
- Звання «Заслужений тренер РСФРР» (1982)
- Почесний знак «За заслуги в розвитку фізичної культури і спорту» (2001)